# Ono (Japonia)
Ono (jap. 小野市 Ono-shi) – miasto w Japonii, na wyspie Honsiu, w prefekturze Hyōgo.

## Położenie
Miasto położone jest w środkowej części prefektury Hyōgo, 20 km na północ od stolicy prefektury Kobe. Miasto graniczy z:
- Katō
- Miki
- Kasai
- Kakogawa

## Historia
Miasto otrzymało prawa miejskie 1 grudnia 1954 roku.

## Miasta partnerskie
- Stany Zjednoczone: Lindsay w Kalifornii